# Ghislain Lippens
Ghislain Lippens is een Belgisch voormalig politicus voor CD&V en voormalig burgemeester van Waarschoot.

## Biografie
Lippens trok op zijn veertiende naar de slagersvakschool. Hij werkte tot 1985 als slager-traiteur. Op het eind van de jaren 60 kende hij succes toen hij Vlaanderen hielp kennismaken met fondue. Met Walter Capiau organiseerde hij in Waarschoot enkele demonstratie-avonden en dankzij Capiau verscheen hij in het televisieprogramma Binnen en Buiten, waar hij moest demonstreren hoe men fondue klaarmaakte. Hij ging later nog lesgeven aan Ter Groene Poorte in Brugge en bij IMOV (het latere SYNTRA) in Gent tot 2000.
Ghislain was sinds 1965 in de gemeentelijke politiek in Waarschoot actief voor de CVP. Hij werd in 1988 gemeenteraadslid. Na de verkiezingen van 1994 werd hij schepen. In maart 2002 werd hij burgemeester van Waarschoot, toen zijn voorganger en partijgenoot Charles De Block na een jaar in de bestuursperiode op 66-jarige leeftijd stopte als burgemeester. Sinds begin dat jaar was het Lambermontakkoord van kracht en was de burgemeestersbenoeming een Vlaamse bevoegdheid. Lippens werd benoemd door Vlaams minister Paul Van Grembergen en was zo de eerste burgemeester die door een bevoegde Vlaamse minister werd benoemd.
Bij de verkiezingen van 2006 werd hij herverkozen. Hij bleef nog een halve legislatuur burgemeester en gaf begin 2009 zijn burgemeesterschap door aan partijgenote Ann Coopman.